# حبل إنسي
الحبل الإنسي (بالإنجليزية: Medial cord)‏ هو جزءٌ من الضفيرة العضدية يشترك في تكوينه التقسيمات الأمامية للأعصاب الشوكية المكونة للجذع السلفي (ع8 وص1)، ويُسمى بالحبل الإنسي نظرًا لوقوعه إنسيًا بالنسبة للشريان الإبطي الذي يمر في منطقة الإبط، وهو ثالث ثلاثة حبال توجد في الضفيرة العضدية، والاثنان الآخران هما الحبل الوحشي والحبل الخلفي.
ينشأ من الحبل الوحشي الأعصاب الآتية المُرتبة من الأقرب للأبعد:
- العصب الصدري الإنسي (ع8 وص1).
- العصب الجلدي الإنسي (ص1).
- عصب الساعد الجلدي الإنسي (ع8 وص1).
- الجذر الإنسي للعصب المتوسط (ع8 وص1) (الجذر الوحشي ينشأ من الحبل الوحشي).
- العصب الزندي (ع8 وص1، وفي بعض الأحيان يشترك ع7).